# Bröderna Dalton på krigsstigen
Dalton på krigsstigen (Les Dalton courent toujours) är ett Lucky Luke-album från 1964. Det är det 23:e albumet i ordningen, och har nummer 32 i den svenska utgivningen.

## Handling
Bröderna Dalton blir fria då allmän amnesti utfärdats. De hittar på nya brott, innan Lucky Luke stoppar dem.

## Bild och text
På slutsidorna i den svenskspråkiga versionen visas en text av apacherna.

## Svensk utgivning
- Morris; Goscinny, René, (översättare: Kåre Persson) (1978). Bröderna Dalton på krigsstigen. Lucky Lukes äventyr: 32. Stockholm: Albert Bonniers förlag. Libris 7145567. ISBN 91-0-042405-6
- I Lucky Luke – Den kompletta samlingen ingår albumet i "Lucky Luke 1961-1962". Libris 9683292. ISBN 91-7269-554-4
- Den svenska utgåvan trycktes även som nummer 72 i Tintins äventyrsklubb (1990). Libris 7674096. ISBN 91-7904-263-5